# Schweizerischer Katholischer Jugendverband
Der Schweizerische Katholische Jugendverband (SKJV) war zuletzt der Dachverband der katholischen Jugendverbände in der Schweiz, bis er in den 2000er-Jahren aufgelöst wurde. Vor 1970 war er als Schweizerischer Katholischer Jungmannschaftsverband (SKJV) respektive bis 1929 als Zentralverband Schweizerischer katholischer Jünglingsvereine (ZSKJ) der Schweizerische Verband der katholischen Jungmannschaftsvereine. Seine Blütezeit hatte der Verein, auch unter Einfluss der durch den Papst ausgerufenen Katholischen Aktion, in den 1930er-Jahren.

## Geschichte

### Gründung und Aufbau des Verbands
Der erste Jünglingsverein im Verständnis des Verbandes entstand gemäss Jung 1848 im aargauischen Zufikon, als Zweiter folgte derjenige in Ganterschwil 1861. Ab den 1880er-Jahren kam es zu massenhaft Gründungen von einzelnen Jünglingsvereinen in den Pfarreien, ohne dass jedoch ein Dachverband bestand, der diese schweizweit vereinte. Daneben gab es die Jugendarbeit innerhalb der Marianischen Kongregationen, des Piusvereins sowie die auf Lernende ausgerichteten Schweizerischen Katholischen Gesellenvereine.
Die Grundlage zur Gründung dieses Zentralverbands wurden an einer Vorbereitungssitzung am 2./3. September 1893 im katholischen Vereinshaus Luzern gelegt. Am 6. November 1893 fand schliesslich im katholischen Vereinshaus von Winterthur an der Wartstrasse 15 (der heutige Neuwiesenhof) die Gründungsversammlung statt. Zu Beginn gehörten 12 Jünglingsvereine aus städtisch und industriell geprägten Pfarreien dem Zentralverband an. Albert Meyenberg wurde der erste Zentralpräsident des Verbands. Als eine der ersten Handlungen gab der Verband ein Liederbuch für seine Mitglieder heraus.
Zu Beginn bestand der Verband aus zwei Organen: Aus der jährlichen Generalversammlung und einem Zentralkomitee. Bis 1899 trafen sich die geistlichen Vorsteher der Jünglingsvereine alle zwei Jahre im Anschluss an die Versammlung der katholischen Männer- und Arbeitervereine, danach trafen sie sich jährlich. Insbesondere auf Gebiet der Diözese St. Gallen entwickelten sich die Jünglingsvereine -auch durch Unterstützung von Bischoff Augustinus Egger und Frank-Xaver Wetzel schnell, während die Struktur der Bistümer Chur und Basel diese weniger förderte. Ebenfalls hatte der Verband in den ersten Jahrzehnten auch mit einem mangelnden Interesse der einzelnen Jünglingsvereine zu kämpfen, die sich mehr mit ihrem eigenen Verein als mit dem Zentralverband identifizierten. Ein weiteres Problem war der Alkoholkonsum, der der Zentralverband zu Beginn des 20. Jahrhunderts zu bekämpfen versuchte. 1900 gab es in der Schweiz 63 Jungmannschaftsvereine, wovon ganze 27 aus dem Kanton St. Gallen kamen.
1899 trat der Gründungspräses Meyenberg wegen Überarbeitung zurück und Fridolin Suter wurde zu seinem Nachfolger gewählt. November 1899 erschien die erste Ausgabe des eigenen Vereinsorgans Zukunft. Dieses erschien zunächst monatlich, ab 1910 alle zwei Wochen und 1912 schliesslich als Wochenzeitung. 1905 kam es zur Gründung eines Generalsekretariats mit Pfarrer Joseph Studer als erstem Generalsekretär, nach seinem Abgang 1912 war das Amt -unter anderem wegen finanziellen Schwierigkeiten- während acht Jahren verwaist. Ebenfalls ins erste Jahrzehnt des 20. Jahrhunderts fällt die Schaffung von Kantonalverbänden. Von 1903 bis 1917 betrieb der Verband eine Theaterzentrale, die den Jünglingsvereine Theaterliteratur anbot. Ebenfalls nahm der Verband zu dieser Zeit an den neu entstandenen Katholikentagen teil. Mit der ersten Delegiertenversammlung des Zentralverbands 1921 und der damit verbundenen vermehrten Einbindung von Jünglingen in den Zentralverband bekam der Verband auch seine erste Zentralfahne. 1918 existierten in der Schweiz 204 Jünglingsvereine, 1925 waren es bereits über 300.

### Blütezeit der 1930er-Jahre
Seine Blütezeit erlebte die katholische Jugendbewegung und damit der Verband in den 1930er-Jahren. 1930 kam es zur Umbenennung des bisherigen Schweizerischen Katholischen Jungmannschaftsverbands zum Zentralverband Schweizerischer katholischer Jünglingsvereine. 1931 wurde der Rex-Verlag am damaligen Sitz des Verbands in Zug gegründet, der bis heute besteht und bis in die 1990er-Jahre im Besitz des Verbands blieb. Der Verlag betrieb nach seiner Gründung einerseits eine Buchhandlung und vertrieb die vier Verbandszeitschriften «Jungmannschaft», «Führung», «Schwizerbueb» und «Jungwacht». Zu den weiteren Tätigkeiten des SKJV gehörten die Betreuung des seit 1933 bestehenden, verbandseigenen Heim Christofferus, die Mitbetreuung verschiedener Exerzitienhäuser oder die Organisation von Brautleutentagen, die 1937 eingeführt wurden und ab dann während 26 Jahren stattfanden. Ein bedeutendes Grossereignis war die 1932 stattfindende Zuger Jungmannschaftstagung, allgemein ZUJUTA abgekürzt, an der 20'000 Jungmänner teilnahmen.
1932 bildeten die Sturmscharen, die in der Schweiz ab 1929 auftraten, innerhalb des SKJV einen Arbeitskreis. Sie verstanden sich als Elite innerhalb der Jungmannschaften und stiessen durch ihr Auftreten auf innerkatholischen Widerstand und auch auf Widerstand innerhalb des Verbands. Auch wenn ihr Vorbild die deutschen Sturmscharen waren, wurde gleichzeitig auch der schweizerische Weg betont. Die Sturmscharen strebten die Übernahme der Nachwuchsarbeit innerhalb des Verbands an, die aus den damals noch jungen Jungwachten bestand. Diese damals noch in den Kinderschuhen steckende Nachwuchsorganisation wuchs schnell, sodass zwei Jahre später, 1934, auf Anregung des SKJV der Schweizerische Jungwachtbund gegründet wurde. Der Jungwachtbund war integraler Teil des SKJV und wurde von diesem als Vorstufe zum SKJV betrachtet. Mit dem Aufkommen der Jungwachten wurden auch die Exponenten der Sturmscharen immer mehr mit der Arbeit in der Jungwachtbewegung ausgelastet waren und verschwanden gegen 1936 wieder.
Bedeutende Persönlichkeiten für den Verband waren in dieser Zeit der Geistliche Josef Meier, der aus Luzern stammt und während 31 Jahren die Verbandzeitschrift Jungmannschaft betreute, und der Laie Eugen Vogt, der aus Allschwil stammend und nach Auslandsaufenthalten in Belgien und Deutschland als erster Laie in die Führungsspitze des Zentralverbands gewählt wurde. Auch kam es allgemein zu einer Stärkung der Laienführer während der ersten Hälfte der 1930er-Jahre, die im Verband zunehmend eine wichtige Funktion einnahmen, beispielsweise mit den ab 1934 stattfindenden Laienführerschaftssitzungen. Seinen Ursprung hatte diese Einbindung von Laien in katholischen Organisationen bereits im päpstlichen Rundschreiben Urbi arcano von 1922 und der damit verbundenen Katholischen Aktion – obwohl sich diese, auch durch die bereits starke Präsenz katholischer Vereine in der Schweiz – im Gegensatz zu den Nachbarländern in der Schweiz nie richtig durchsetzen konnte.
1937 verlegte der Verband seinen Sitz nach Luzern an den St. Karliquai 12. Gegen Ende des goldenen Jahrzehnts waren dem Verband 593 Jungmannschaften angeschlossen. Vor Beginn des Zweiten Weltkriegs repräsentierte der Verband damit rund 40'000 männliche, katholische Jugendliche, sofern man die den Jungwachten angehörende Mitglieder einberechnete. In der Zentrale des Verbands arbeiteten 8–10 hauptamtliche Angestellte und die in 77 % aller Pfarreien der Schweiz gab es eine Sektion des Jungmannschaftsverband, vor allem im deutsch- und romanischsprachigen Gebiet der Schweiz.

### Zweiter Weltkrieg bis 1970
1942 übernahm das Generalsekretariat des SKVJ auch die Sekretariatsarbeiten für den Schweizerischen katholischen Volksverein. Insbesondere während des Zweiten Weltkriegs bereitetes der SKJV seine Mitglieder mit einer eigenen „Militäraktion“ auf die Rekrutierung vor. Zum 60-Jahr-Jubiläum 1953 zählte der Verband rund 700 Pfarreisektionen und vertrat damit etwa 32'000 Jungmänner schweizweit.
Nach dem Zweiten Weltkrieg legte der Verband seinen Schwerpunkt zunehmend in die Schulung seiner Mitglieder und auf eine grössere Solidärität mit Christen in der Dritten Welt. 1960 organisierte er das Missionsjahr der Jugendverbände mit, welche die erste gemeinsame Aktivität von katholischen Vereinen beider Geschlechter darstellte und den Grundstein für die Organisation Fastenopfer legte.

### Umwandlung in Dachverband und Niedergang
1970 konstituierte sich der SKJV im Rahmen einer Totalrevision seiner Statuen als Dachverband, dem sich die Schweizerische Kirchliche Jugend-Bewegung (SKJB) sowie der weiter rechtlich zum SKJV gehörende Schweizerische Jungwachtbund (SJWB) anschlossen. Im gleichen Jahr stimmten die Mitglieder einer Umbenennung des Verbands in Schweizerischer Katholischer Jugendverband zu. In der Folge wurde eine Zentralkonferenz aus Zentralpräsidenten, Zentralvorstand und Vertretern der SKJB und SJWB zum neuen obersten Organ und eine Zentralleitung aus Zentralpräsident, Geschäftsführer und den Bundesleitungen von SJKB und SJWB wurden neues ausführendes Organ. 1975 stiess der Blauring zum Zentralverband. 1982 konstituierte sich die Jungwacht als eigener Verein mit eigenen Leitungsorganen, blieb aber ein eigenständiges Mitglied des SKJV. 1983 schloss sich die SKJB mit der Arbeitsstelle Jugend- und Bildungdienst zur Jungen Gemeinde zusammen.
Nach der Umwandlung wurde es um den Dachverband ruhiger. Der SKJV fungierte hauptsächlich als Dienstleister für seine Mitglieder und war um die Koordination von Tätigkeiten dieser bestrebt. 1985 repräsentierte er damit über die ihm angeschlossenen Verbände rund 50'000 bis 55'000 Schweizer Jugendliche. Weiter oblag dem Verband die Führung des Rex-Verlags mit angeschlossenem Buchladen sowie eine Materialstelle für Freizeit- und Jugendarbeit. 1982 setzte sich der Verband für eine Amnestie für Jugendliche ein, die sich an den Jugendunruhen in der Schweiz beteiligten. 1990 äusserte der Verband seine «Bestürzung» über die Ernennung des konservativen Geistlichen Wolfgang Haas zum Bischof von Chur. 1993 feierte der SKJV als Dachverband von Blauring, Jungwacht und Junger Gemeinde in Luzern sein 100-jähriges Bestehen. Der Verband verlor in den 1990er-Jahren schliesslich an Bedeutung: Die Junge Gemeinde wurde 1996 aufgelöst und Jungwacht und Blauring arbeiteten unlängst auf verschiedenen Ebenen direkt zusammen (unter anderem wurde bereits 1975 das Sekretariat zusammengelegt) und fusionierten 2009 definitiv zu einem gemeinsamen Verband.
Die letzten Unterlagen zur Geschichte des SKJV wurden 2008/09 dem Staatsarchiv Luzern abgegeben, die letzte Unterlagen in Verbindung mit dem Zentralsekretariat des Vereins enden 2002. Im Juni 2008 wurde auch ein bis dahin auf den Verein lautender Handelsregistereintrag wegen fehlender Eintragungspflicht gelöscht.

## Zentralpräsidenten
Folgende Personen wirkten bis 1970 als Zentralpräsidenten des Verbands:
- 1893–1899 Albert Meyenberg, Pfarrer in Luzern.
- 1899–1917 Fridolin Suter, Pfarrer in Steckborn und ab 1903 Pfarrer in Bischofszell.
- 1917–1926 Emil Züger, Pfarrer in Flüelen.
- 1926–1936 Leo Schenker, Pfarrer in Oberkirch.
- 1936–1970 Franziskus von Streng, Pfarrer in Basel und ab 1937 Bischof von Basel.

## Generalsekretäre
Folgende Personen wirkten bis 1970 als Generalsekretäre des Verbands:
- 1893–1899 Joseph Stuber, Pfarrer aus Muri[13]
- 1920–1937 Fridolin Suter, Pfarrer aus Walchwil (ab 1931 half Eugen Vogt im Sekretariat mit)[13]
- 1937–1960 Dr. Josef Meier, Redaktor der SKJV-Zeitschrift "Jungmannschaft"[13]
- 1960–1966 Paolo Brenni, zuvor Jugendsekretär in Luzern[21][22]
- 1966–1971 Franz Kuhn, Vikar in Bern[22][23]